# Khorramshahr (missile)
Le missile produit en Iran, Khorramshahr (baptisé du nom de la ville de Khorramshahr) est un missile balistique, à têtes multiples, d’une portée de 2 000 kilomètres à 3 000 kilomètres,.
Le missile balistique Khorramshahr, qui appartient à la Force aérospatiale du Corps des Gardiens de la révolution islamique (CGRI), a été dévoilé le 22 septembre 2017, lors d'une parade militaire pour le 37e anniversaire de la guerre Iran-Irak, connue sous le nom de «Défense sacrée» en Iran.  
Le missile Khorramshahr est suspecté d'avoir une portée beaucoup plus grande, pouvant atteindre les 4 000 kilomètres (couvrant Paris et Londres ainsi que la majorité des capitales européennes), plutôt que la portée annoncée par l'Iran. Le missile Khorramshahr étant probablement basé sur le missile Musudan nord-coréen qui dispose d'une portée de 4 000 kilomètres, largement modifié par les Iraniens pour réduire sa taille et le rendre plus tactique. La théorie la plus probable est celle que les Iraniens ne veulent pas susciter l'inquiétude ou attirer l'attention des européens. 
Une version améliorée du missile Khorramshahr possédant une charge utile moins importante et ayant une portée plus large a été dévoilée en août 2020.

## Description
Le général Amir Ali Hajizadeh, commandant de la force aérospatiale des Gardiens de la révolution a annoncé que, Le missile Khoramshahr, d'une portée de 2 000 kilomètres, peut transporter plusieurs têtes conventionnelles pour frapper plusieurs cibles à la fois.

## Réactions
- Le 22 septembre, à l’occasion du 37e anniversaire de la Guerre Iran-Irak, le président Hassan Rohani a défendu la nécessité, pour son pays, de disposer de missiles balistiques et, plus généralement, de capacités militaires importantes et il a dit: « Que vous le vouliez ou pas, nous allons renforcer nos capacités militaires, nécessaires en matière de dissuasion. Non seulement nous allons développer nos missiles mais aussi nos forces aériennes, terrestres et maritimes. Pour défendre notre patrie, nous ne demanderons la permission à personne »[4].
- Le samedi 23 septembre 2017 a tweeté le président américain Donald Trump: "L'Iran vient de tester un missile balistique capable d'atteindre Israël. Ils travaillent aussi avec la Corée du nord. Nous n'avons pas vraiment un accord !"[5]